# ترتيب الولادة بين الأخوة والتوجه الجنسي للذكور
اقترحت الأبحاث وجود علاقة ما بين ترتيب الولادة بين الأخوة والتوجه الجنسي للذكور. يُحدد ويشير عالم الجنس راي بلانشارد للرابطة باسم تأثير ترتيب الولادة الأخوي. أظهرت العديد من الدراسات أنه كلما كان لرجل ما عدد أكبر من الأخوة من نفس الأم، كلما ازداد احتمال أن يكون توجهه مثلياً. كما تُعرف أحياناً باسم تأثير الأخ الأكبر. تشير التقديرات إلى أن نسبة 15% من تركيبة السكان المثليين مرتبطة بترتيب الولادة الأخوي.

## الأساس التجريبي
وُصِف تأثير ترتيب الولادة الأخوي من قبل مؤيده على أنه «أكثر صلة حيوية-ديموغرافية متسقة للتوجه الجنسي عند الرجال.» وفقاً لعدة دراسات فإن لكل أخ أكبر سناً تزيد احتمالية أن يكون الأخ اللاحق له مثلياً بنسبة تتراوح من 28% حتى 48%. يمثل تأثير ترتيب الولادة الأخوي حوالي سبع انتشار المثلية الجنسية عنذ الرجال. لا يبدو أن هناك أي تأثيرات لهذا على التوجه الجنسي عند النساء فليس هناك أي تأثير مرتبط بعدد الأخوات الأكبر سناً. في عام 1958، ذكرت دراسة أن الرجال المثليين يميلون إلى أن يكون لهم عدد أكبر من الأشقاء الذكور الأكبر سناً (أي ما يُعرف الآن «بترتيب ولادة أعلى») بالمقارنة مع الرجال المغايرين، وفي عام 1962 جرى نشر هذه النتائج بالتفصيل. في عام 1996، استطاع كل من راي بلانشارد وأنطوني بوغارت من إثبات بأن ترتيب الولادة اللاحق للرجال المثليين يعود فقط لوجود فائض من الإخوة الذكور الأكبر سناً وليس فائض من الأخوات الإناث الأكبر سناً. كما استطاعا أيضاً بأن يبرهنا أن كل أخ أكبر يزيد احتمالية مثلية الأخ اللاحق له بنسبة 33%. في وقت لاحق من العام نفسه برهن بلانشارد وبوغارت تأثير الأخ الأكبر في بيانات مقابلة كينزي، وهي «قاعدة بيانات كبيرة جداً وذات أهمية تاريخية». في دراسة نشرت عام 2004، أطلق بلانشارد على هذه الظاهرة اسم «تأثير ترتيب الولادة الأخوي» كما تبين أن التوجه الجنسي لدى الذكور يرتبط فقط بعدد الأخوة الذكور الأكبر سناً، وليس له علاقة بأنواع القرابات الأخوية الأخرى (أي مثل الأخوة الأصغر سناً أو الأخوات الإناث الأكبر سناً أو الأخوات الإناث الأصغر سناً)، وقد وُجدت هذه العلاقة ما بين الميول الجنسي والأخوة الأكبر فقط عند الذكور وليس الإناث.
تبين وجود تأثير ترتيب الولادة الأخوي حتى عند الذكور الذين لم ينشئوا أو يترعروا مع إخوتهم البيولوجيين. الأشقاء الغير بيولوجيين (مثل الأخوة بالتبني أو الأخوة من أزواج/زوجات الأم أو الأب) ليس لهم أي تأثير على التوجه الجنسي لدى الذكور. وهذا ما يثبت بأن تأثير ترتيب الولادة الأخوي يجري خلال فترة حياة ما قبل الولادة وليس خلال مرحلة الطفولة أو المراهقة. ولتفسير كيف يمكن للتأثير أن يعمل في مرحلة ما قبل الولادة، تم افتراض استجابة مناعية عند الأمهات.
كما يظهر وجود علاقة ما بين تأثير ترتيب الولادة الأخوي ونزعة استخدام أحد اليدين (اليمنى أو اليسرى) حيث يُرى بوجود صلة ما بين حدوث المثلية الجنسية مع زيادة في الأخوة الأكبر سناً فقط في الذكور الذين يستخدمون اليد اليمنى. حيث أن نزعة استخدام يد أكثر من أخرى عند البشر تتطور في مرحلة ما قبل الولادة، وتشير هذه النتائج إلى تأصل آليات ما قبل الولادة في تأثير ترتيب الولادة الأخوي. وقد تبين أيضاً أن الذكور المثليين ممن لهم أخوة ذكور أكبر سناً لهم أوزان أقل بكثير بالمقارنة مع الذكور المغايرين ممن لهم أخوة أكبر سناً. كما أن تحدد الوزن في مرحلة ما قبل الولادة هو حقيقة غير منكرة، من المعروف وجود عامل تنموي مشترك يعمل في مرحلة ما قبل الولادة يرتكز بالضرورة على تأثير ترتيب الولادة الأخوي والتوجه الجنسي لدى الذكور.
تم إثبات تأثير ترتيب الولادة الأخوي في عينات متنوعة مثلما لرجال مثليين من أعراق مختلفة، ومن ثقافات مختلفة، ومن حقب تاريخية مختلفة.